# Rold Skov

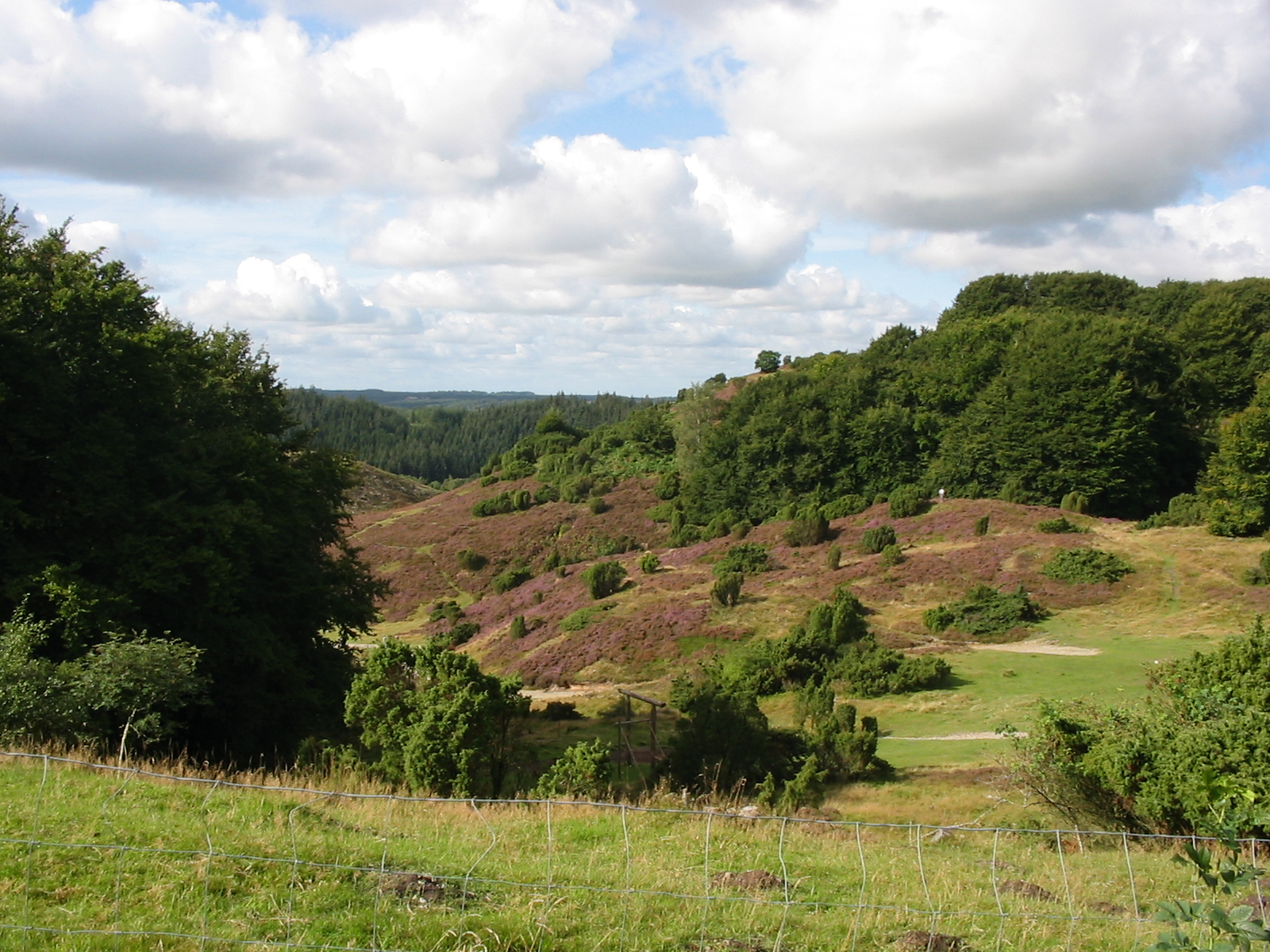
Rebild Bakker i Rold Skov

Rold Skov är med sina ca 85 km² Danmarks största skogsområde.
Skogen är belägen centralt i Himmerland mellan Arden och Skørping i Rebilds kommun, Region Nordjylland. Den består av många skogspartier som har egna namn, till exempel Hesselholt, Nørreskov, Nørlund skov och Rold Vesterskov.
I skogen finns Rebild Bakker med Rebild National Park från 1912 och Den Jyske Skovhave, ett arboretum.
Rold Skov har genom århundraden förknippats med rån och överfall. På 1830-talet lyckades man ta fast en liga och rättsprocessen tog därefter sju år, från 1837 till 1844. En av de dömda hade smeknamnet Bettefanden ("lill-djävulen") och beskrevs av Blicher i novellen med samma namn 1846.
Rold Skov är kuperad, vilket ger förutsättningar för källor och sjöar. Källorna är bland annat Lille Blåkilde, som trots namnet ger 150 liter vatten per sekund, Ravnkilde, Gravlevkilden och Egebækkilden. Madum Sø öster om skogen är den största sjön för bad, i storlek följd av Stor Økssø och Mossø. Mot nordväst är Gravlev Sø i Lindenborg Ådal under återställning efter att i några år ha varit torrlagd.
75 % av skogen är i privat ägo, där Lindenborg Gods, Nørlund Gods og Willestrup Gods står för majoriteten, och staten äger resterande 25 %. Statens andel förvaltas av Skov-og Naturstyrelsen, Himmerland.
Rold Skov är en del av Natura 2000-området "18 Rold Skov, Lindenborg Ådal og Madum Sø", och är både habitatområde (SAC) och  fågelskyddsområde enligt fågeldirektivet, (SPA).
I Rold Skov ligger bunkermuseet Regan Vest.